# 河原崎次郎
河原崎 次郎（かわらさき じろう、本名：河原崎 労作、1941年1月18日 - 2020年7月）は、日本の俳優。東京都有楽町出身。

## 来歴・人物
1951年、今井正監督の『どっこい生きてる』に子役で映画デビューする。法政大学経済学部卒業後、俳優座養成所に15期生として入所。同期には原田芳雄、夏八木勲、前田吟、地井武男らがおり、後に「花の15期生」とうたわれた。
1966年法政大学卒業後、劇団俳優座に入座。その後も舞台活動を続ける一方、映画やテレビドラマにも多数出演する。1970年代から1980年代にかけての刑事ドラマ・アクションドラマでは凶悪犯役も数多く演じ、凄みのある演技を見せた。近年はテレビの時代劇作品において、黒幕的な大物悪役として活躍。
2020年7月、心不全のため大分県内の自宅で死去。79歳没。

## 家系
- 父：四代目河原崎長十郎
- 母：河原崎しづ江（女優）
- 兄：河原崎長一郎（俳優）
- 義姉：伊藤榮子（女優）
- 弟：河原崎建三（俳優）
- 義妹：大川栄子（女優）

## 出演

### 映画
- 花扉（1961年、松竹） - 善公
- 無宿人別帳（1963年、松竹） - 片岡求馬
- 霧の旗（1965年、松竹） - 山上
- 明日また生きる（1970年、松竹） - ブン太
- 愛と死（1971年、松竹） - キャメラマ
- 忍ぶ川（1972年、東宝） - 卒業生
- 讃歌（1972年、ATG） - 温井佐助
- 日本妖怪伝 サトリ（1973年、青林舎）
- わが道（1974年、近代映画協会） - 森川先生
- 沖田総司（1974年、東宝） - 山南敬助
- 北村透谷 わが冬の歌（1977年、ATG） - 平野友輔
- 月山（1979年、俳優座） - 明
- 二百三高地（1980年、東映） - ガレ場の日本兵
- 遙かなる走路（1980年、松竹） - 隈部一雄
- アモーレの鐘（1981年、東宝） - 弁慶
- 疑惑（1982年、松竹） - 小林刑事
- 瀬戸内少年野球団（1984年、日本ヘラルド映画） - 中井宗次
- ボクの女に手を出すな（1986年、東映） - 白木功
- ハラスのいた日々（1989年、松竹） - 金井信一
- 墨東綺譚（1992年、ATG） - たかりの壮漢

### テレビドラマ
- 大河ドラマ（NHK）
  - 三姉妹（1967年） - 神保哲太郎
  - 天と地と（1969年） - 中条尾張守
  - 八代将軍吉宗（1995年） - 利右衛門
- おやじ太鼓（1968年、TBS）第22回 - 劇中劇の俳優（三男・鶴三郎の演劇仲間）
- 戦国艶物語（1969年、ABC）
- 鬼平犯科帳（八代目松本幸四郎版）:第一シリーズ（1970年、NET / 東宝） - 長谷川辰蔵
- 柳橋物語（1970年、CX）
- お荷物小荷物（1970年、ABC）
- 新平四郎危機一発 最終話「身代り」（1970年、TBS）
- 燃える兄弟（1972年、TBS）
- 水戸黄門（TBS / C.A.L）
  - 第4部 第6話「越後血風録 -高田-」（1973年2月26日） - 田宮源人
  - 第7部 第30話「おふくろさまは山びこ -上田-」（1976年12月13日） - 長次
  - 第9部 第22話「初春女狐騒動 -諏訪-」（1979年1月1日） - 田毎新八郎
  - 第11部 第15話「天狗の鼻にお灸 -会津-」（1980年11月24日） - 伊助
  - 第13部 第23話「悪を裁いたかすり織 -久留米-」（1983年3月21日） - 圭吉
  - 第14部 第11話「津軽馬鹿塗り駄目親父 -弘前-」（1984年1月9日） - 清太郎
  - 第15部 第10話「嫁が支えた唐津焼 -唐津-」（1985年4月1日） - 村田小太郎
  - 第20部 第27話「銘酒守った身代わり花嫁 -広島-」（1991年5月13日） - 益吉
  - 第21部 第26話「鬼が仕組んだ姥捨山 -善光寺-」（1992年9月28日） - 政吉
  - 第22部 第24話「助けた娘はお姫様 -姫路-」（1993年10月25日） - 宗介
  - 第24部 第28話「悪を砕いた世直し剣 -長岡-」（1996年4月8日） - 蒲原民部
  - 第25部 第3話「縁切寺の縁結び・鎌倉」（1997年1月6日） - 坂口九郎兵衛
  - 第27部 第5話「美人に化けた大盗っ人 -山形-」（1999年4月19日） - 舵星
  - 第28部 第7話「あっ! 印籠がない・袋井」（2000年4月24日） - 岩田九十郎
  - 第29部 第2話「藩を揺がす贈り物 -水戸-」（2001年4月9日） - 青山主殿
  - 第30部 第9話「娘が知った父の秘密 -久保田-」（2002年3月4日） - 倉持正左衛門
  - 第31部 第14話「白鷺城下の恩返し -姫路-」（2003年1月27日） - 桑原外記
  - 第37部 第21話「おとぼけ主従の珍道中 -白石」（2007年9月3日） - 島貫宗兵衛
  - 第38部 第7話「味が命の人情包丁! -伊勢-」（2008年2月18日） - 稲尾玄右衛門
- 科学捜査官 第18話「愛の断層」（1974年、KTV / 松竹） - 石原健治
- 必殺シリーズ（ABC / 松竹）
  - 助け人走る 第14話「被害大妄想」（1974年） - 中尾軍兵衛
  - 必殺必中仕事屋稼業 第23話「取込まれて勝負」（1975年） - 相模屋
  - 必殺仕置屋稼業 第7話「一筆啓上 邪心が見えた」（1975年） - 矢之助
  - 新・必殺仕置人 第12話「親切無用」（1977年） - 上月数馬
  - 新・必殺からくり人 第4話「東海道五十三次殺し旅 原宿」（1977年） - 小一郎
  - 新・必殺仕事人 第2話「主水 気分滅入る」（1981年） - 弥吉
  - 新・必殺仕舞人 第5話「会津磐梯山 涙の嫁入り」（1982年） - 喜三郎
  - 必殺仕事人IV 第32話「主水 超能力山伏に部屋を貸す」（1984年） - 伊三郎
- 大岡越前（TBS / C.A.L）
  - 第4部 第6話「黒い影」（1974年11月11日） - 兵頭栄之進
  - 第6部 第14話「父の死を願った息子」（1982年6月7日） - 茂助
  - 第7部 第26話「鬼より恐い古証文」（1983年10月17日） - 常蔵
  - 第9部 第7話「証人は謎の女」（1985年12月9日） - 豊次
  - 第12部 第10話「恋しい父は逃亡者」（1991年12月16日） - 芳三
  - 第13部 第16話「孫兵衛を怨んだ男」（1993年3月1日） - 駒吉
  - 第14部 第17話「命を懸けた贋金探索」（1996年10月14日） - 柴野与一郎
- 剣と風と子守唄 第2話「ふたり父さま」（1975年、NTV / 三船プロ） - 高浜泉
- 俺たちの勲章 第5話「人質」（1975年、NTV / 東宝） - 北島イサオ
- 影同心 第5話「惚れた弱みの殺し節」（1975年、MBS / 東映） - 赤木大蔵
- 遠山の金さん 第1シリーズ (テレビ朝日)
  - 第5話「花嫁を攫え!!」（1975年）- 佐吉
  - 第30話「暗闇の銃声を消せ!!」（1976年）- 中山新太郎
- TOKYO DETECTIVE 二人の事件簿 第14話「おふくろ」（1975年、ABC / 大映テレビ）
- 新宿警察 第20話「ひとりぼっちの新宿」（1976年、CX / 東映） - 坂本
- Gメン'75 第46話「白バイ警官連続射殺事件」（1976年、TBS / 東映） - 坂口英夫巡査
- 大都会 PARTII 第12話「人質射殺7.PM」（1977年、NTV / 石原プロ） - 大塚
- 新幹線公安官 第2話「ひかり最終便」（1977年、ANB / 東映）
- 太陽にほえろ! （NTV / 東宝）
  - 第338話「愛と殺人」（1979年） - 吉本健三
  - 第671話「野獣」（1985年） - 宮崎マモル
- 探偵物語 第2話「サーフシティ・ブルース」（1979年、NTV / 東映ビデオ） - 強田
- 新・江戸の旋風 第13話「危うし母子! 絵図面の謎」（1980年、CX / 東宝） - 末三
- 大激闘マッドポリス'80 第2話「No.1抹殺計画」（1980年、NTV / 東映） - 坂本
- 花王愛の劇場 / わが母は聖母なりき（1980年、TBS） - 財吉
- プロハンター 第1話「危険な二人」（1981年、NTV / セントラル・アーツ）
- 警視庁殺人課 第12話「料亭殺人事件・銃口に散った女」（1981年、ANB / 東映）
- 女たちの海峡（1981年、CX）
- 立花登・青春手控え 第2話「女牢」（1982年、NHK）
- 時代劇スペシャル（CX）
  - 刺客街道（1982年、俳優座映画放送）- 佐久間一哲
  - 暗殺者の神話（1984年） - 朱星修羅之助
- 影の軍団III 第11話「謎の牝豹」（1982年、KTV / 東映）
- ザ・サスペンス / 後鳥羽伝説殺人事件（1982年、TBS）
- 月曜ワイド劇場 / わが子を誘拐した女（1982年、ANB）
- ふぞろいの林檎たち（1983年、TBS） - 橋本社長
- 火曜サスペンス劇場（NTV）
  - 霖雨の時計台（1983年） - 江島正雄
  - 知りすぎた女（1987年）
  - 松本清張スペシャル・家紋（1990年、松竹 / 『霧』企画）
  - 朝比奈周平ミステリー(1)出雲路殺人事件（1991年、近代映画協会）
  - 指名手配 2（1999年）
  - 地方記者・立花陽介(16) 別府国東通信局（2000年、オセロット）
- 特捜最前線（ANB / 東映）
  - 第327話「オランダ坂殺人予告状!」（1983年）
  - 第433話「モーニング・コールの証明!」（1985年） - 友田達男
- 長七郎江戸日記 第1シリーズ 第116話「天狗におびえる街」（1986年、NTV / ユニオン映画）
- 江戸を斬るVII 第3話「島抜けの謎を追え」（1987年、TBS / C.A.L） - 豊吉
- 翔んでる!平賀源内 第4話「口中爽やか漱石香」（1989年、TBS / C.A.L）
- 鬼平犯科帳 第1シリーズ 第26話「流星」（1990年、CX / 松竹） - 沖源蔵
- 十三人の刺客（1990年、松竹京都映画） - 三橋軍次郎
- 火曜ミステリー劇場 / 魔の三角形殺人事件（1990年、ANB） - 寺田周三
- 名探偵金田一耕助の傑作推理 魔女の旋律（1991年、TBS / 東阪企画）
- 銭形平次（CX）
  - 第1シリーズ 第8話「証言の秘密」（1991年） - 仙吉
  - 第7シリーズ 第1話「赤い影」（1998年） - 稲葉屋
- 八百八町夢日記 第2シリーズ 第33話「壺ふり女医者」（1992年、NTV / ユニオン映画） - 勇五郎
- さすらい刑事旅情編VI 第8話「ナイフを買う女・スリが暴く過去」（1993年、ANB / 東映）
- 名奉行 遠山の金さん 第5シリーズ 第28話「過去を背負った二人の女」（1993年、ANB / 東映） - 喜助
- 土曜ワイド劇場（ANB）
  - 美人OL殺し（1994年） - 飛田佐吉
  - 瀬戸内・潮騒の女（1995年、東映） - 田沢
- 水戸黄門外伝 かげろう忍法帖 第4話「怨霊! 鎧武者 -熊野-」（1995年、TBS / C.A.L） - 大崎軍太夫
- 月曜ドラマスペシャル / 人それを情死と呼ぶ（1996年、TBS）
- 快刀!夢一座七変化 第10話「ボロ儲け兄弟の秘密を暴け!」（1997年、ANB / 東映）
- 御家人斬九郎 第2シリーズ 第2話「居残り」（1997年、フジテレビ / 映像京都） - 矢沢彦十郎
- はみだし刑事情熱系 第2シリーズ 第17話「殺人時効8時間前!! 逃走した命の恩人」（1998年、ANB / 東映）
- 月曜ミステリー劇場 / 冤罪IV（2003年、TBS）
- 忠臣蔵 瑤泉院の陰謀（2007年、TX / C.A.L） - 奥田孫太夫
- 刺客請負人 第5話「死神の町」（2007年、TX / 松竹） - 波戸屋惣兵衛

### 舞台
- マリアの首
- どん底
- 漂流の果て
- 女たちの忠臣蔵（1980年、帝国劇場）
- 二十日ねずみと人間
- 埋められた子供たち
- 冬眠まんざい
- あなたまでの6人
- 収容所から来た遺言

### オリジナルビデオ
- 爆裂! M・コネクションVol.2 ザ・ファイナル・シューティング（1991年、SEIYO INTERNATIONAL）